# Brigitte Röthlein
Brigitte Röthlein (* 1949 in Neuburg an der Donau) ist eine deutsche Physikerin und Autorin mit einer Promotion in Zeitungswissenschaft, Pädagogik und Geschichte der Naturwissenschaften. Von 1993 bis 1996 leitete sie das Geschichtsmagazin Damals. Seit 1991 arbeitet sie als freie Wissenschaftsautorin mit dem Hauptinteresse Grundlagenforschung.

## Werke
- Morgenstadt, zus. mit Hans-Jörg Bullinger, Hanser Verlag 2012
- Marie & Pierre Curie, Leben in Extremen. Fackelträger Verlag, Köln 2008, ISBN 3-7716-4372-4.
- Der Mond. dtv, München 2008, ISBN 978-3-423-24678-1.
- Die Quantenrevolution. dtv Verlag, München 2004, ISBN 3-423-24389-9.
- Anleitung zur Langsamkeit. Piper Verlag, München/Zürich 2004, ISBN 3-492-24455-6.
- Sinne, Gedanken, Gefühle. dtv, München 2002, ISBN 3-423-33081-3.
- Schrödingers Katze. dtv, München 1999, ISBN 3-423-33038-4.
- Das Innerste der Dinge. dtv, München 1998, ISBN 3-423-33032-5.
- Mare Tranquillitatis 20. Juli 1969. dtv, München 1997, ISBN 3-423-30613-0.
- Die Ägypter. Maier, Ravensburg 1993, ISBN 3-473-35635-2.